# Ель-Мокаволун
Ель Мокаволун аль-Араб (Al-Mokaweloon Al-Arab) — єгипетський футбольний клуб, що базується в одному з районів Каїру — Насер-Сіті. Одна з успішних та популярних футбольних команд Єгипту, яка тричі володіла Кубком країни та Кубком Африканської конфедерації футболу (відповідник Кубку УЄФА), а в 1983 році стала чемпіоном країни.

## Коротка турнірна історія
Команда з східного житлового передмістя Каїру («комнда кондомініумів»), за підтримки своїх прихильників стрімко ввірвалася в історію єгипетського футболу в 80-х роках 20 століття. Й, згодом, добилася своїх найгучніших перемог, а тими турнірними здобутками навернула чисельну громаду каїрських вболівальників до своїх лав. Адже, в 1983 році, їм вдалося порушити гегемонію двох каїрських «футбольних слонів» «Аль-Ахлі» і «Замалека», піднявшись на чемпіонський трон футбольної першості Єгипту. А згодом в численних перемогах в кубкових турнірах приносити славу своєму клубові та єгипетському футболу.

## Турнірні здобутки
- Єгипетська прем'єр-ліга:

Чемпіон — 1983 рік
- Кубок Єгипту -

1990, 1995, 2004 (володар)
- Суперкубок Єгипту

2004 рік
- Кубок Конфедерації КАФ (CAF Confederation Cup):

1982 (була першою єгипетською командою, володарем цього призу), 1983, 1996
- Кубок володарів кубків КАФ (CAF Cup Winners' Cup):
- Суперкубок КАФ

1996 рік — фіналіст